# Ford Expedition
Ford Expedition je veliki luksuzni SUV kojeg isključivo na tržištu Sjeverne Amerike proizvodi i prodaje Ford. Predstavljen je i pušten u prodaju 1997. kao zamjena za model Bronco, a izgled mu je osvježen 2003. godine
U ponudi Fordovih SUV-a Expedition se nalazi manji Explorer i veći Excursion, a općenito ima mnogo sličnosti s Lincolnom Navigatorom. Pokretan je moćnim V8 motorima obujma 4.6 i 5.4 litre koji razvijaju snagu od 232 i 260 KS, u mogućnosti je ponijeti do devet osoba, a 2004. je prodan i milijunti primjerak. Dostupna je i inačica Expedition-a s 4.6 litarskim, V8, motor-električnim pogonom.